# Мимуни, Жиль
Жиль Мимуни (фр. Gilles Mimouni; род. 1956) — французский режиссёр, сценарист и продюсер. В качестве режиссёра снял один полнометражный фильм «Квартира» (фр. L'Appartement, 1996 год). Лента награждена премией BAFTA 1998 года, как Лучший фильм на иностранном языке. В главных ролях фильма снялись актёры Венсан Кассель и Моника Беллуччи, которая за эту работу была номинирована на премию Сезар, как лучшая актриса.
По мотивам фильма «Квартира» Жилем Мимуни был написан сценарий и спродюсирован американский ремейк 2004 года «Одержимость». Режиссёром выступил Пол Макгиган. Картина претендовала на Гран-при Монреальского международного кинофестиваля.